# 观察员徽章

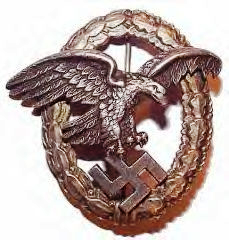
观察员徽章

观察员奖章（Beobachterabzeichen）是纳粹德国军方设立于二战前的一项荣誉，主要頒發給德国空军人员，具体颁发条件是：完成至少两个月的兵役并作为观察员、领航员或投弹手完成至少5次作战飞行任务；若某一空军人员在执行任务期间作为观察员负伤，那么也可获颁该章。1944年7月31日，规章有所变更，空军人员须在获颁两种奖章至少一年后才能获得飞行员和观察员奖章。